# Friedrich Katz
Friedrich Katz (geboren 13. Juni 1927 in Wien; gestorben 16. Oktober 2010 in Philadelphia, Pennsylvania, USA) war ein österreichischer Ethnologe und Historiker.

## Leben
Friedrich Katz wurde als Sohn von Bronislawa Rein und Leo Katz geboren, kam mit seinen Eltern über Berlin, Paris und New York City 1940 nach Mexiko-Stadt, wo er 1945 die französische Schule abschloss.
Katz studierte in New York City, Mexiko-Stadt, an der Universität Wien, wo er im Jahre 1954 promovierte, habilitierte sich 1962 an der Humboldt-Universität zu Berlin (DDR), an der er bis 1970 auch lehrte.

## Friedrich Katz’ Arbeit an der Universität Chicago
Seit mehr als 80 Jahren hat die Forschung über mexikanische Geschichte an der University of Chicago eine große Bedeutung, und sie wurde in den letzten 30 Jahren geprägt von den Forschungen and Anregungen von Katz als einem der herausragendsten Historiker der modernen Geschichte Mexikos.
Friedrich Katz war seit 1971 Professor in Chicago und hatte von 1992 bis 2002 den Lehrstuhl für mexikanische Geschichte inne. Er war für seinen Beitrag zu den Untersuchungen der Geschichte Mexikos und den speziellen Beziehungen zwischen Mexiko und den USA geachtet. Katz’ Spezialgebiet war ursprünglich die Geschichte Mexikos des 19. und 20. Jahrhunderts, darüber hinaus die diplomatischen Beziehungen Mexikos innerhalb von Lateinamerika sowie mit Europas und den USA.
Ebenso förderte er die bilateralen Beziehungen zwischen Akademikern und Politikern beider Länder. Mehr als zwei Dutzend internationale Konferenzen wurden von ihm organisiert, mit Themen wie „Konsolidierung der Demokratie“, „das Finanzsystem und die Kapitalflucht“, Agrarfragen, die mexikanische Revolution, die Migration Mexiko-USA, Korruption, Kultur und Entwicklung und die freie Presse.
In Anerkennung der Arbeiten von Katz hat die Universität von Chicago ihr Studienzentrum der mexikanischen Geschichte 2014 umbenannt in Katz Center for Mexican Studies.
Katz ist Autor mehrerer Klassiker wie der Biografie von Pancho Villa, The Life and Times of Pancho Villa. Für dieses Buch erhielt er 1999 den Albert J. Beveridge Award der American Historical Association und den Bolton Prize der „Conference on Latin American History“ sowie 2000 den Bryce Wood Book Award der Latin American Studies Association. Seit 2014 vergibt die AHA jährlich den „Friedrich Katz Prize in Latin American and Caribbean History“ für das beste, in englischer Sprache veröffentlichte Buch zur lateinamerikanischen Geschichte.

## Publikationen
- Deutschland, Díaz und die mexikanische Revolution. Die deutsche Politik in Mexiko, 1870–1920 (1964)
- Der schwierige Weg der „Estados Unidos Mexicanos“ und das antifaschistische Exil (1998)
- The Life and Time of Pancho Villa (1998)
- Vorkolumbische Kulturen. Die großen Reiche des alten Amerika (Kindlers Kulturgeschichte, 1969)
- The Secret War in Mexico. Europe, the United States, and the Mexican Revolution (1981)